# No me digas solterona
No me digas solterona es una película de comedia peruana de 2018, dirigida por Ani Alva Helfer y escrita por los guionistas Ani Alva Helfer y Sandra Percich, cuyo reparto está formado por Patricia Barreto, Angélica Aragón, Marisol Aguirre, Natalia Salas y Anahí de Cárdenas.
En marzo de 2019, se anunció una segunda parte de la película, la cual sería filmada y grabada en Lima, Perú; durante noviembre de 2019, sería estrenada en el 2020, pero la película se retrasó hasta el debido tiempo, debido al impacto en el cine por la pandemia de COVID-19, después de mucho tiempo la segunda parte se estrenó el 14 de abril del 2022.
Se puede ver por la plataforma Netflix.

## Argumento
Patricia tendrá que superar un corazón roto a lo largo de un camino lleno de baches que la llevará a descubrir de qué se trata el verdadero amor.

## Reparto
- Patricia Barreto - Patricia[5]
- Angélica Aragón - Tencha
- Diego Seyfarth - Alonso
- Marisol Aguirre- María Gracia
- Anahí de Cárdenas - Sol
- Natalia Salas - Mariana
- Flavia Laos - Belén
- Rodrigo Sánchez Patiño - Richi
- André Silva - José
- Christian Rivero - Sergio
- Fiorella Rodríguez - Meche
- Maricarmen Marín - Emily
- Yiddá Eslava - Chío
- Tito Vega - Mozo
- Claret Quea - "El Mota"
- Adolfo Aguilar - Gianluca
- Javier Saavedra - Fernando
- Gino Pesaressi - Ignacio
- Andrés Vílchez - Vasco
- Janet Barboza - Ella misma
- Natalia Málaga - Cameo

## Secuela
El 14 de abril de 2022 se estrenó su secuela titulada "No me digas solterona 2", protagonizada nuevamente por Patricia Barreto junto a André Silva, acompañados nuevamente por Angélica Aragón, Anahí de Cárdenas, Maricarmen Marín, Natalia Salas, Fiorella Rodríguez, Adolfo Aguilar, Marisol Aguirre, entre otros y por nuevas incorporaciones como Mabel Duclos, Regina Alcover, Marisa Minetti, Merly Morello, entre otros más.